# Велике Лаще
Велике Лаще (словен. Velike Lašče) — поселення в общині Велике Лаще, Осреднєсловенський регіон, Словенія. Висота над рівнем моря: 526,5 м.

## Відомі уродженці
- Йосип Павчич (1879–1949) — словенський композитор, органіст, педагог, музичний критик.